# Єгоров Владислав Євгенович
Єгоров Владислав Євгенович (*26 квітня 1978 року, Холодна Балка, Одеська область, Україна) — український дипломат, Генеральний консул України в Дюссельдорфі.

## Життєпис
У 2000 році закінчив Інститут міжнародних відносин Київського національного університету імені Тараса Шевченка, отримав кваліфікацію магістра зовнішньої політики та міжнародних відносин, перекладача з німецької мови. У 2004 році за направленням МЗС України пройшов навчання у Європейському навчально-дослідному центрі з питань дослідження міжнародної безпеки ім. Дж. Маршалла (м. Гарміш-Партенкірхен, Німеччина). Володіє російською, німецькою та французькою мовами. Одружений, виховує трьох дітей.
Трудову діяльність розпочав у 2000 році як стажер Міністерства закордонних справ України.
2002—2004 рр. — спеціаліст І категорії, аташе, третій секретар Відділу СНД Першого територіального управління МЗС України.
2004—2005 рр. — помічник першого заступника Міністра закордонних справ України.
2005—2009 рр. — третій, другий, перший секретар з економічних питань Посольства України в Російській Федерації.
2009—2010 рр. — начальник відділу міжнародних організацій та міжнародного економічного співробітництва Секретаріату Президента України.
2010—2013 рр. — начальник відділу зовнішньоекономічних відносин Головного управління міжнародних відносин Адміністрації Президента України.
2013—2015 рр. — керівник Відділення Посольства України у ФРН в Бонні.
2017—2021 року — Генеральний консул України в м. Дюссельдорф (Німеччина).
```
З 2021—перейшов до України
```

## Дипломатичний ранг
- Надзвичайний і Повноважний Посланник першого класу (2019 рік).